# Zandvoort Echt Eén
Zandvoort Echt Eén (ZEE) is een lokale politieke partij in de Nederlandse gemeente Zandvoort.

## Geschiedenis
Zandvoort Echt Eén (ZEE) is in 2021 opgericht door Mirko Gerrits en werd vervolgens lijsttrekker. De partij deed in 2022 voor het eerst mee aan de gemeenteraadsverkiezingen van 2022 en behaalde één zetel. 
Na de verkiezingen was er een intern conflict en vonden enkele partijleden dat Gerrits de zetel moest opgeven waarna Arie Griffioen, als tweede op de kandidatenlijst de zetel zou kunnen gaan bezetten. Ook deelde hij via een persbericht dat Gerrits uit de partij was gezet door het bestuur. Dit bleek uiteindelijk niet zo te zijn. Gerrits gaf de zetel niet op en Griffioen werd vervolgens uit het ZEE-bestuur gezet en verliet samen met vier anderen de partij. 
Hierna werd Mira Schrijnemaeckers partijvoorzitter.
De partij maakt deel uit van een netwerk van onafhankelijke lokale politieke partijen.